# Енива (Висконсин)
Енива (енгл. Aniwa) град је у америчкој савезној држави Висконсин.

## Демографија
По попису из 2010. године број становника је 260, што је 12 (-4,4%) становника мање него 2000. године.
| Група             | 2000.       | 2010.       |
| Белци             | 261 (96,0%) | 257 (98,8%) |
| Афроамериканци    | 0 (0,0%)    | 0 (0,0%)    |
| Азијати           | 0 (0,0%)    | 0 (0,0%)    |
| Хиспаноамериканци | 3 (1,1%)    | 2 (0,8%)    |
| Укупно            | 272         | 260         |